# Hipótesis del cambio ovulatorio
La hipótesis del cambio ovulatorio sostiene que las mujeres experimentan cambios evolutivamente adaptativos en los pensamientos y comportamientos subconscientes relacionados con el apareamiento durante diferentes partes del ciclo ovulatorio.  Sugiere que lo que las mujeres desean, en términos de hombres, cambia a lo largo del ciclo menstrual. Dos metaanálisis publicados en 2014 llegaron a conclusiones opuestas sobre si las pruebas existentes eran lo suficientemente sólidas como para respaldar la predicción de que las preferencias de las mujeres en cuanto a pareja cambian a lo largo del ciclo. Una revisión más reciente de 2018 no muestra que las mujeres cambien el tipo de hombres que desean en diferentes momentos de su ciclo de fertilidad.

## Resumen
La teoría propone que el comportamiento de las mujeres puede cambiar durante el momento más fértil de su ciclo ovulatorio. Cuando la fertilidad es alta, la teoría sostiene que las mujeres pueden volverse más activas físicamente y   evitar a los parientes masculinos.
La hipótesis propone por separado que los cambios hormonales a lo largo del ciclo hacen que las mujeres, cuando tienen más probabilidades de quedarse embarazadas, se sientan más atraídas por los rasgos de los posibles compañeros sexuales masculinos a corto plazo que indican una alta calidad genética, lo que conduce a un mayor éxito reproductivo.  Se ha propuesto que los rasgos genéticos como los perfiles genéticos compatibles del complejo mayor de histocompatibilidad se consideran más atractivos.  Estudios más recientes no respaldan los cambios femeninos en las parejas reproductivas deseadas cuando son más fértiles.

### El celo en los seres humanos

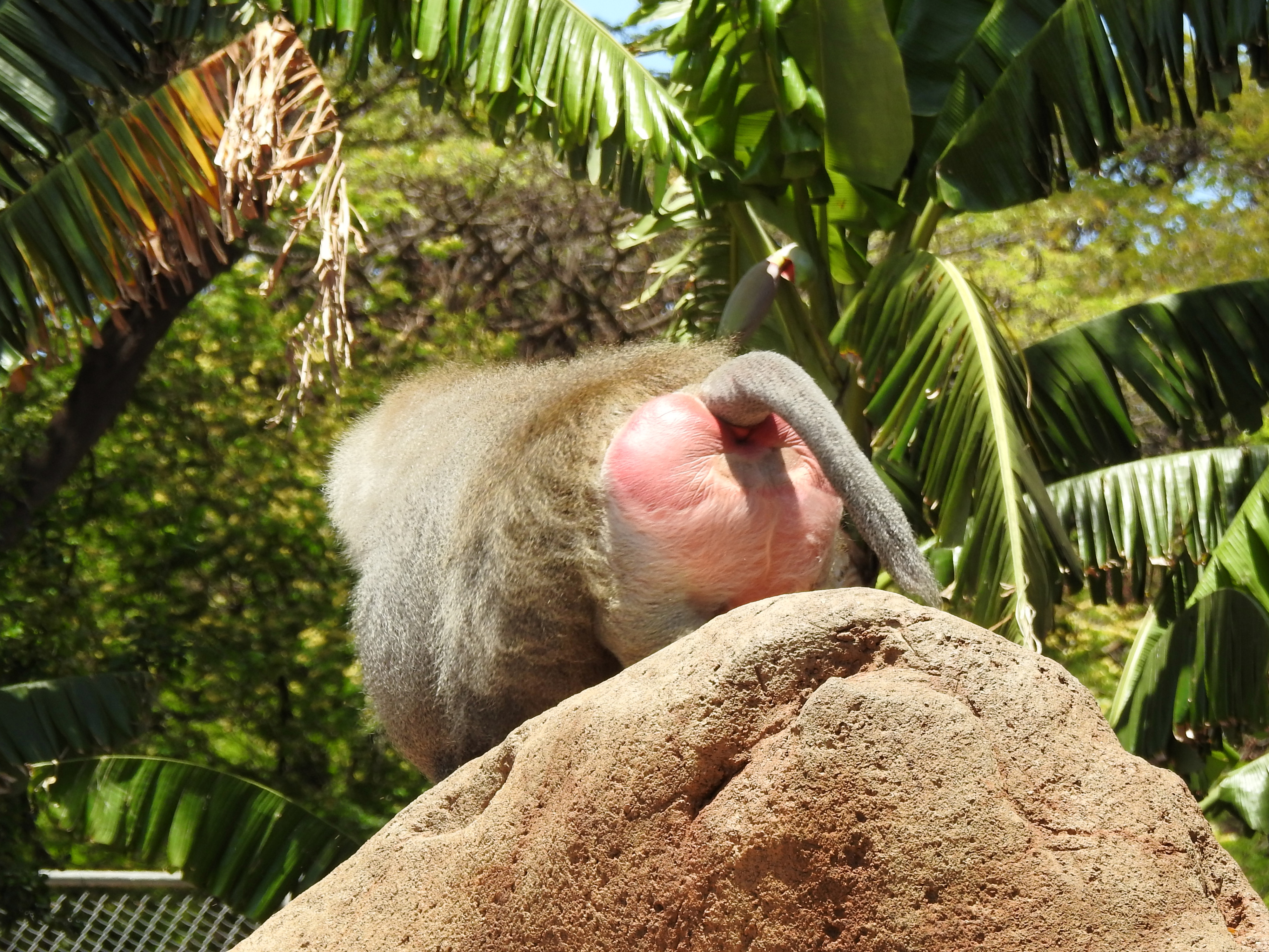
Las hembras de babuino y muchos otros primates experimentan protuberancias sexuales que anuncian su fertilidad durante el celo. Los humanos no muestran señales físicas de fertilidad tan evidentes, pero aun así pueden experimentar un sutil estado similar al celo

La mayoría de las hembras de los mamíferos experimentan ciclos de fertilidad reproductiva. Por lo general, consisten en un largo período de baja fertilidad y un breve período de alta fertilidad justo antes y durante la ovulación. En los seres humanos, esto se denomina ciclo ovulatorio o ciclo menstrual. El período de alta fertilidad también se denomina ventana fértil y es el único momento del ciclo en el que las relaciones sexuales pueden dar lugar a la concepción.
Las hembras de la mayoría de las especies de mamíferos muestran señales físicas y conductuales inducidas por hormonas que indican su fertilidad durante la ventana fértil, como hinchazones sexuales y una mayor motivación para aparearse.  Algunas especies no mantienen relaciones sexuales fuera de esta ventana, o no pueden hacerlo. Esta fase de receptividad y proceptividad sexual, el estro, se conoce a menudo como "celo".
Las hembras humanas, sin embargo, mantienen relaciones sexuales a lo largo de sus ciclos ovulatorios, e incluso más allá de sus años reproductivos. Además, no muestran señales físicas evidentes de alta fertilidad. Esto ha llevado a muchos investigadores a concluir que los seres humanos perdieron el celo a lo largo de la evolución.  Se ha planteado la hipótesis de que esto podría deberse a los beneficios adaptativos de la ovulación oculta y la sexualidad prolongada.
Sin embargo, las investigaciones han demostrado que las mujeres pueden experimentar cambios fisiológicos, conductuales y cognitivos sutiles pero distintivos durante la fase de alta fertilidad de su ciclo ovulatorio, y que tanto los hombres como otras mujeres pueden detectar señales que indican la alta fertilidad de una mujer,  lo que podría indicar que los seres humanos han conservado un estado similar al celo.

### Evolución de los cambios en el ciclo ovulatorio
El celo evolucionó para facilitar la reproducción y maximizar el éxito reproductivo, o el éxito de transmitir los genes propios mediante la producción de descendientes con más probabilidades de sobrevivir y reproducirse.  La hipótesis del cambio ovulatorio propone que la motivación y el deseo de aparearse deben aumentar durante la ventana fértil, y que las mujeres deben buscar y atraer a la mejor pareja posible en su momento de mayor fertilidad.  Una pareja ideal podría tener muchas cualidades: recursos para cuidar de la descendencia, la capacidad física y el estatus social para proteger a la pareja y a la descendencia, una personalidad compatible para una relación de pareja duradera, etc. La teoría evolutiva y la teoría de la selección sexual sugieren que la máxima prioridad de un organismo debe ser maximizar la supervivencia y el éxito reproductivo.  Por lo tanto, la hipótesis del cambio ovulatorio propone que las mujeres poseen una sexualidad dual, en la que durante el periodo fértil deben dar prioridad a atraer y elegir a la pareja con la mejor calidad genética, o "buenos genes", ya que es el único momento en el que pueden quedarse embarazadas y transmitir cualidades genéticas hereditarias a su descendencia. Sin embargo, cuando la fertilidad es baja, una mujer debe dar prioridad a una pareja con rasgos de "buena paternidad", como la voluntad y la capacidad de invertir en la crianza de los hijos, los recursos para dedicar a la descendencia y la compatibilidad para una relación a largo plazo.  Estos rasgos diferentes se denominan a veces "el canalla sexy" frente al " buen padre".
También se ha planteado la hipótesis de que las preferencias de alta fertilidad deberían ser más fuertes a la hora de evaluar a una pareja sexual a corto plazo, pero las preferencias de baja fertilidad deberían ser más fuertes a la hora de evaluar a una pareja para una relación a largo plazo.  Una mujer puede obtener los beneficios de los buenos genes con una sola relación sexual, y los rasgos de buen padre solo son relevantes para una relación de pareja a largo plazo.
Algunos investigadores han sugerido que, a lo largo de la evolución, las mujeres pueden haber maximizado el éxito reproductivo buscando buenos genes en una relación extramatrimonial —engañando a su pareja— con alta fertilidad, al tiempo que mantenían una relación de pareja a largo plazo con un compañero que proporcionaba recursos para la crianza de los hijos, lo que a veces se denomina hipótesis de la estrategia dual.  Por supuesto, la pareja óptima es aquella que tiene tanto rasgos de mujeriego sexy como de buen padre, pero estadísticamente es poco probable que un hombre así sea común. Por lo tanto, la selección natural puede haber diseñado a las mujeres ancestrales para ser oportunistas. Si tenía éxito, una mujer podía obtener los beneficios tanto de una genética de alta calidad como de una crianza de alta calidad para dar a su descendencia las mejores posibilidades de supervivencia. Sin embargo, la selección natural no habría favorecido a los hombres que desean mantener a descendientes que no comparten sus genes, por lo que esta habría sido una estrategia arriesgada.

### Mecanismos

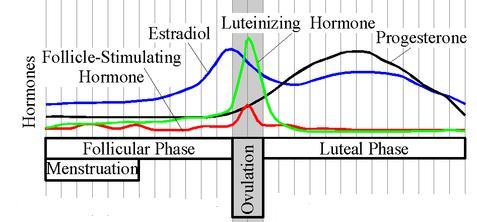
Cambios hormonales a lo largo del ciclo ovulatorio. Los investigadores plantean la hipótesis de que los cambios en el estradiol (azul) y la progesterona (negro) impulsan principalmente cambios en los pensamientos y comportamientos relacionados con el apareamiento

Se cree que los cambios en el ciclo ovulatorio están regulados por las hormonas sexuales, principalmente el estradiol y la progesterona, cuyos niveles se elevan en diferentes momentos del ciclo. En particular, se ha demostrado que los niveles altos de estradiol y los niveles bajos de progesterona, que alcanzan su punto máximo justo antes de la ovulación, cuando la fertilidad es más alta, están relacionados con varios cambios psicológicos relacionados con el apareamiento. Sin embargo, algunos estudios solo han encontrado correlaciones con los cambios en el estradiol. Está bien establecido que el estradiol puede actuar en el cerebro para producir otros cambios psicológicos y conductuales, y los estudios en animales tienden a mostrar una relación entre el comportamiento sexual y las concentraciones de estrógeno. Se han estudiado otras hormonas, como la testosterona, la hormona folículoestimulante (FSH), la hormona luteinizante (LH) y la prolactina, como posibles correlatos, pero la mayoría han producido poco o ningún efecto.

## Cambios en la cognición y el comportamiento a lo largo del ciclo ovulatorio
Numerosos estudios han demostrado que durante el ciclo ovulatorio hay cambios en las motivaciones, preferencias, pensamientos y comportamientos relacionados con el apareamiento de las mujeres. 
La hipótesis del cambio ovulatorio propone que estos cambios están diseñados por la selección natural, como adaptaciones evolutivas para seleccionar y atraer a tipos específicos de parejas con alta calidad genética cuando una mujer tiene más probabilidades de quedar embarazada.

### Deseo sexual
Algunos de los primeros estudios sobre los cambios ovulatorios en los seres humanos exploraron si las mujeres mantienen más relaciones sexuales durante los periodos de alta fertilidad, ya que esto podría indicar un estado similar al celo en los seres humanos. Si bien algunos estudios han encontrado aumentos en la frecuencia de la actividad sexual durante la alta fertilidad, estudios más amplios han concluido que, en general, no hay diferencias en la frecuencia de la actividad sexual a lo largo del ciclo ovulatorio, posiblemente debido a la multitud de factores que afectan a la capacidad de mantener relaciones sexuales (por ejemplo, el acceso a una pareja, el deseo de la pareja, el tiempo para mantenerlas, etc.).
Posteriormente, los investigadores han explorado si el deseo sexual, en lugar de la frecuencia de la actividad sexual, cambia a lo largo del ciclo ovulatorio, ya que esto no se vería afectado por las barreras prácticas para mantener relaciones sexuales. Varios estudios en este ámbito han demostrado que el deseo sexual y los comportamientos masturbatorios de las mujeres aumentan durante la ventana fértil, aunque los resultados han sido dispares y dependen del tipo de deseo sexual medido. Por ejemplo, el deseo de mantener relaciones sexuales sin compromiso no parece estar relacionado con la fertilidad. Dependen del tipo de deseo sexual que se mida. Por ejemplo, el deseo de mantener relaciones sexuales sin compromiso no parece estar relacionado con la fertilidad.
Satisfacción en la relación
Aunque algunos estudios han demostrado que las mujeres en fase fértil pueden sentirse más atraídas, coquetear más e iniciar relaciones sexuales con más frecuencia con hombres que no son sus parejas,estudios más recientes no respaldan la hipótesis de que las mujeres cambien a quienes consideran parejas reproductivas deseables cuando son más fértiles.
Las mujeres que tienen una relación pueden tender a ser más asertivas e independientes durante la fase fértil.

### Atracción y preferencias de pareja
La hipótesis del cambio ovulatorio propone que las mujeres con alta fertilidad deberían sentirse más atraídas por parejas sexuales a corto plazo con características físicas y de comportamiento que probablemente indiquen aptitud genética o buenos genes.
Simetría

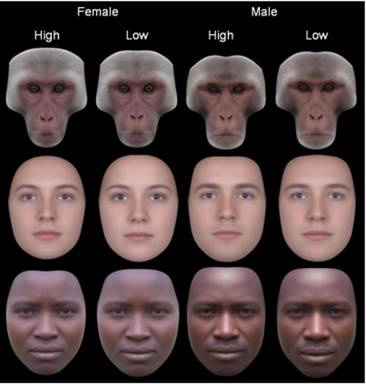
Las hembras humanas y otros primates encuentran más atractivos los rostros con altos niveles de simetría y masculinidad, especialmente en épocas de alta fertilidad.

Tener rasgos simétricos puede indicar que una persona posee genes de alta calidad relacionados con la salud y que se desarrolló en un entorno estable con pocas enfermedades o traumas. Los estudios han demostrado que las mujeres consideran más atractivos los rostros de los hombres más simétricos durante la alta fertilidad, especialmente cuando los evalúan como parejas a corto plazo. También se ha demostrado que las mujeres en alta fertilidad se sienten más atraídas por los olores corporales de los hombres con mayor simetría facial y corporal. Aunque muchos estudios y un metaanálisis han demostrado que los cambios moderados por la fertilidad en la atracción hacia la simetría facial y corporal se producen de forma sólida,otras revisiones han concluido que el efecto es pequeño o inexistente.
Masculinidad
En muchas especies, los machos más masculinos y dominantes experimentan un mayor éxito reproductivo. Los rasgos masculinos se producen durante la pubertad al aumentar las cantidades de testosterona. La testosterona es un inmunosupresor conocido, por lo que los rasgos que reflejan altos niveles de testosterona pueden indicar que un hombre posee genes de alta calidad que le han permitido desarrollar características masculinas sin experimentar los efectos perjudiciales de los altos niveles de testosterona. Los rasgos masculinos incluyen características faciales como una mandíbula fuerte, características corporales como la altura, la musculatura y el vello corporal, y características vocales como una voz más grave. Aunque muchos estudios han demostrado que las mujeres tienden a sentirse atraídas por características más masculinas cuando su fertilidad es alta, los resultados han sido contradictorios, y dos metaanálisis han concluido que el efecto no es sólido.
Creatividad
Charles Darwin propuso por primera vez que la música, que carece de una explicación evolutiva funcional por selección natural, puede ser un instrumento de selección sexual, al igual que las extravagantes plumas del pavo real macho, que sirven para atraer a las hembras. Del mismo modo, los seres humanos pueden utilizar las expresiones artísticas como muestra de buenas cualidades genéticas, como la creatividad y la inteligencia.
Genes compatibles
El complejo mayor de histocompatibilidad (MHC) es un conjunto de genes responsables de la respuesta inmunitaria adaptativa y la histocompatibilidad en las células de un organismo. En animales, incluidos los mamíferos y otros primates, se ha demostrado que el MHC desempeña un papel en la selección sexual del MHC, en la que los organismos se aparean selectivamente con individuos que poseen alelos del MHC más diferentes de los suyos. Se ha demostrado que el MHC es responsable de cambiar la composición de las feromonas de los ratones, lo que hace que los ratones con genes MHC diferentes tengan olores corporales más atractivos. Se ha planteado la hipótesis de que se trata de un mecanismo para crear diversidad genética, evitar la endogamia y crear descendientes más resistentes a los patógenos. Algunos estudios han demostrado que los seres humanos tienden a formar parejas a largo plazo con individuos que tienen un MHC más diferente y encuentran más atractivo el olor de los individuos con un MHC diferente, especialmente en épocas de alta fertilidad. Sin embargo, otros estudios han encontrado poco o ningún efecto del MHC en las preferencias de pareja, y algunos incluso han demostrado un efecto contrario, es decir, que las personas prefieren parejas con un MHC más similar al suyo. Varias revisiones y un metaanálisis de la literatura sobre el MHC en humanos y primates han concluido que los efectos de la similitud del MHC en la atracción no son sólidos,pero que los seres humanos se sienten atraídos de forma fiable por individuos con genotipos MHC más heterocigotos o diversos, independientemente de si son similares a los suyos.Sin embargo, no está claro si la atracción por la heterocigosidad del MHC cambia a lo largo del ciclo ovulatorio.

### Ropa y arreglo personal
La hipótesis del cambio ovulatorio propone que el comportamiento de las mujeres durante la fase fértil también debería reflejar adaptaciones evolutivas para el éxito reproductivo. Las mujeres en fase fértil también dedican más tiempo a su apariencia y tienden a usar accesorios como joyas, maquillaje o peinados que se perciben como un intento de parecer más atractivas. Además, varios estudios han demostrado que las mujeres tienden a comprar más productos relacionados con la mejora de su apariencia, ropa atractiva, zapatos o accesorios, durante la ventana fértil.

### Actividad y consumo de alimentos
Uno de los primeros estudios sobre los cambios ovulatorios descubrió que las ratas de laboratorio hembras tienden a correr más en sus ruedas de ejercicio durante su ventana fértil. Investigaciones posteriores demostraron que diversas especies experimentan un aumento en la frecuencia de la actividad espontánea y el comportamiento motor durante el estro. Algunos estudios en humanos han mostrado un patrón similar: las mujeres dan más pasos, según el recuento de un podómetro, durante la fase de alta fertilidad de su ciclo. Sin embargo, otras investigaciones no han encontrado diferencias en los patrones de locomoción a lo largo del ciclo ovulatorio, y muchos estudios sobre la actividad a lo largo del ciclo tienen muestras de tamaño reducido y metodologías muy diferentes, lo que dificulta sacar conclusiones definitivas. A pesar de un posible aumento de la actividad, muchos estudios han descubierto que las mujeres consumen menos calorías durante su fase fértil.Algunos investigadores han sugerido que estos cambios en la actividad y el consumo de alimentos pueden indicar que, durante el celo, las mujeres se sienten motivadas a centrar más su energía en comportamientos relacionados con el apareamiento, como salir a conocer nuevas parejas potenciales, en lugar de comportamientos relacionados con la supervivencia, como la búsqueda de alimento.

### Competitividad con otras mujeres
La teoría de la inversión parental postula la idea de que la selección natural diseñó a cada sexo para que tuviera diferentes estrategias de apareamiento en función de la inversión que el sexo debe dedicar a la descendencia para su supervivencia. El sexo que invierte más en la descendencia debería ser más selectivo entre sexos, o exigente a la hora de elegir una pareja sexual, ya que tiene más tiempo y recursos que perder si toma una mala decisión. El otro sexo debería ser más competitivo dentro de su propio sexo, o competitivo con los miembros de su mismo sexo, para poder acceder y atraer al sexo más selectivo. En los seres humanos, como en todos los mamíferos, las mujeres son el sexo que más invierte en la crianza de los hijos, simplemente por el largo y agotador proceso del embarazo y la lactancia, mientras que los hombres solo tienen que contribuir con un acto sexual para transmitir sus genes. Por lo tanto, se espera que las mujeres sean el sexo más selectivo y que los hombres sean más competitivos. Sin embargo, a diferencia de muchas especies en las que los machos no contribuyen en absoluto a la crianza de los hijos, los seres humanos tienen descendientes muy dependientes y una estructura social compleja que permite a los hombres realizar inversiones significativas e importantes en el esfuerzo de crianza. Según la teoría de la inversión parental, esto indica que la selección natural puede haber diseñado a las mujeres para que sean algo competitivas con otras mujeres en el acceso a los mejores compañeros y posibles padres para sus descendientes.
Algunos estudios han indicado que las mujeres se involucran en comportamientos más competitivos con otras mujeres cuando tienen una alta fertilidad. Durante el período fértil, las mujeres que no utilizan anticonceptivos hormonales informan de un aumento de los sentimientos de competitividad intrasexual, describen a otras mujeres como menos atractivas y utilizan términos más deshumanizantes cuando hablan de mujeres, pero no de hombres. La decisión de las mujeres de comprar ropa más atractiva o reveladora cuando su fertilidad es alta también aumenta cuando se les muestra primero una fotografía de una mujer atractiva, pero no fotografías de hombres o mujeres poco atractivas, lo que sugiere que la ropa puede no elegirse para atraer a los hombres, sino más bien como una muestra competitiva para otras mujeres.Además, algunos estudios han utilizado juegos económicos para demostrar que las mujeres son menos propensas a compartir recursos o a participar en negociaciones cooperativas con otras mujeres durante el periodo fértil. Algunos investigadores han señalado que no está clara la razón por la que las mujeres deberían ser más competitivas durante el periodo fértil.
La hipótesis del cambio ovulatorio propone que las mujeres deberían buscar parejas sexuales a corto plazo en el momento álgido de su fertilidad, pero los hombres pueden tener efectivamente múltiples parejas sexuales, por lo que no debería ser necesaria la competencia por un hombre de alta calidad. Si las mujeres compitieran por una pareja a largo plazo, no habría razón para que fueran más competitivas durante el periodo fértil que en cualquier otro momento de su ciclo.

## Cambios en el ciclo ovulatorio
Hassleton y Gildersleeve (2011) escribieron que tanto los hombres como las mujeres pueden detectar inconscientemente las señales de la fertilidad de las mujeres que cambian a lo largo del ciclo ovulatorio.Algunos investigadores han sugerido que la selección natural diseñó a las mujeres para que señalaran su fertilidad con el fin de atraer a una pareja. Otros investigadores han propuesto que las mujeres evolucionaron para ocultar la ovulación, pero aún así "filtran"señales sutiles de su fertilidad, y los hombres han evolucionado para detectar estas señales.

### Olor corporal
Durante el celo, muchas especies producen feromonas u olores corporales que indican a las parejas potenciales que se encuentran en la fase fértil. Aunque no se han identificado feromonas humanas específicas, los seres humanos pueden presentar cambios similares en el olor cuando su fertilidad es alta.En algunos estudios, tanto hombres como mujeres consideran más atractivos los olores corporales de las mujeres con alta fertilidad que no utilizan anticonceptivos hormonales. Los olores vaginales de las mujeres con alta fertilidad también se consideran más atractivos que los olores de las mismas mujeres con baja fertilidad. Algunos estudios han demostrado que los hombres expuestos a los olores corporales de las mujeres con alta fertilidad muestran un aumento de la testosterona,una característica asociada con la motivación y el comportamiento de apareamiento, aunque otros estudios no han logrado replicar este efecto. 

### Atractivo físico
Estudios realizados con fotografías faciales revelaron que tanto hombres como mujeres consideran más atractivos los rasgos físicos de las mujeres en fase de alta fertilidad que en fase de baja fertilidad, y que el atractivo facial aumenta en las mujeres en fase fértil. Se ha planteado la hipótesis de que este cambio puede deberse a sutiles cambios en la simetría de los tejidos blandos que aumentan durante la fase de alta fertilidad.

### Tono de voz
Los estudios han descubierto que las mujeres en fase fértil hablan con un tono de voz ligeramente más alto. Un estudio informó de que las grabaciones de las voces de las mujeres en fase fértil son calificadas, tanto por hombres como por mujeres, como más atractivas que las grabaciones de las mismas mujeres durante la baja fertilidad. Sin embargo, estos efectos son relativamente pequeños en comparación con otras señales de ovulación.

### Celos de pareja
Varios estudios han descubierto que los hombres que están en una relación tienden a ser más protectores y posesivos con su pareja cuando ella está en su pico de fertilidad, y también se ponen más celosos si su pareja coquetea con otros hombres.Un estudio descubrió que, después de interactuar con su pareja durante la fase fértil, los hombres a los que se les mostró una foto de un hombre atractivo tenían más testosterona, lo que podría ser una respuesta competitiva.

## Efectos de los anticonceptivos hormonales
Dado que se ha propuesto que los cambios en los niveles hormonales a lo largo del ciclo ovulatorio son los mecanismos principales que causan los cambios en el ciclo, algunos estudios han explorado los efectos de los anticonceptivos hormonales, como la píldora, tanto en los cambios del ciclo de las mujeres como en la capacidad de otras personas para detectar dichos cambios.
Los estudios han informado de que los anticonceptivos hormonales debilitan o eliminan por completo los cambios en el ciclo. Se ha propuesto que las hormonas sintéticas presentes en los anticonceptivos hormonales que suprimen la ovulación también suprimen los cambios cognitivos y de comportamiento posteriores que se observan en las mujeres con ciclos naturales. Otros estudios han afirmado que los cambios en las hormonas sintéticas producen cambios en el ciclo similares a los efectos producidos por los cambios hormonales reales en las mujeres con ciclos naturales.

## Hipótesis alternativas

### Cambios dentro del ciclo frente a cambios entre ciclos
Mientras que la hipótesis del cambio ovulatorio propone que los cambios adaptativos en la cognición y el comportamiento relacionados con el apareamiento se producen dentro de cada ciclo ovulatorio, algunos investigadores han postulado una teoría del cambio entre ciclos. Muchas mujeres experimentan ciclos anovulatorios regulares, o ciclos no fértiles en los que no se produce la ovulación, por lo que los cambios hormonales entre los ciclos ovulatorios pueden ser un indicador más fiable de la fertilidad real, ya que los niveles más altos de estradiol son más propensos a producir un ciclo ovulatorio fértil. Por lo tanto, algunos investigadores han propuesto que los cambios hormonales entre ciclos, principalmente en los niveles elevados de estradiol, son responsables de los cambios en la cognición y el comportamiento relacionados con el apareamiento. Los cambios dentro del ciclo pueden ser simplemente un subproducto de los cambios entre ciclos causados por el estradiol elevado.

## Metaanálisis y revisiones
Se ha realizado un metaanálisis y una revisión de la literatura sobre datos publicados y no publicados que respaldan la hipótesis del cambio ovulatorio, según la cual las mujeres experimentan cambios en sus preferencias de atracción cuando su fertilidad es alta.Sin embargo, otro metaanálisis y un comentario posterior concluyeron que el efecto no es realmente significativo y puede ser el resultado de que algunos estudios utilicen mediciones imprecisas del momento en que las mujeres se encuentran en su ventana fértil, así como de un sesgo de publicación. Una revisión publicada posteriormente tampoco muestra que las mujeres cambien el tipo de hombres que desean en diferentes momentos de su ciclo de fertilidad. Otro estudio no encontró ninguna correlación entre el estado actual de fertilidad y las actitudes y deseos sociosexuales.